# José Delarra

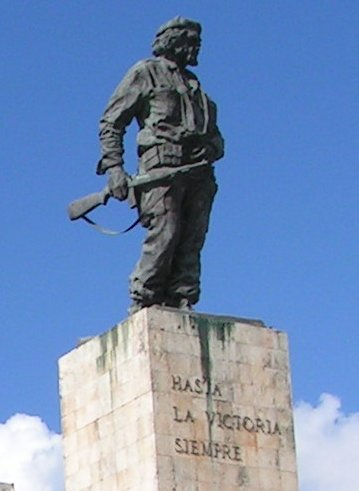
Escultura del Che Guevara, en el Monumento de la Plaza de la Revolución de Santa Clara (Cuba).

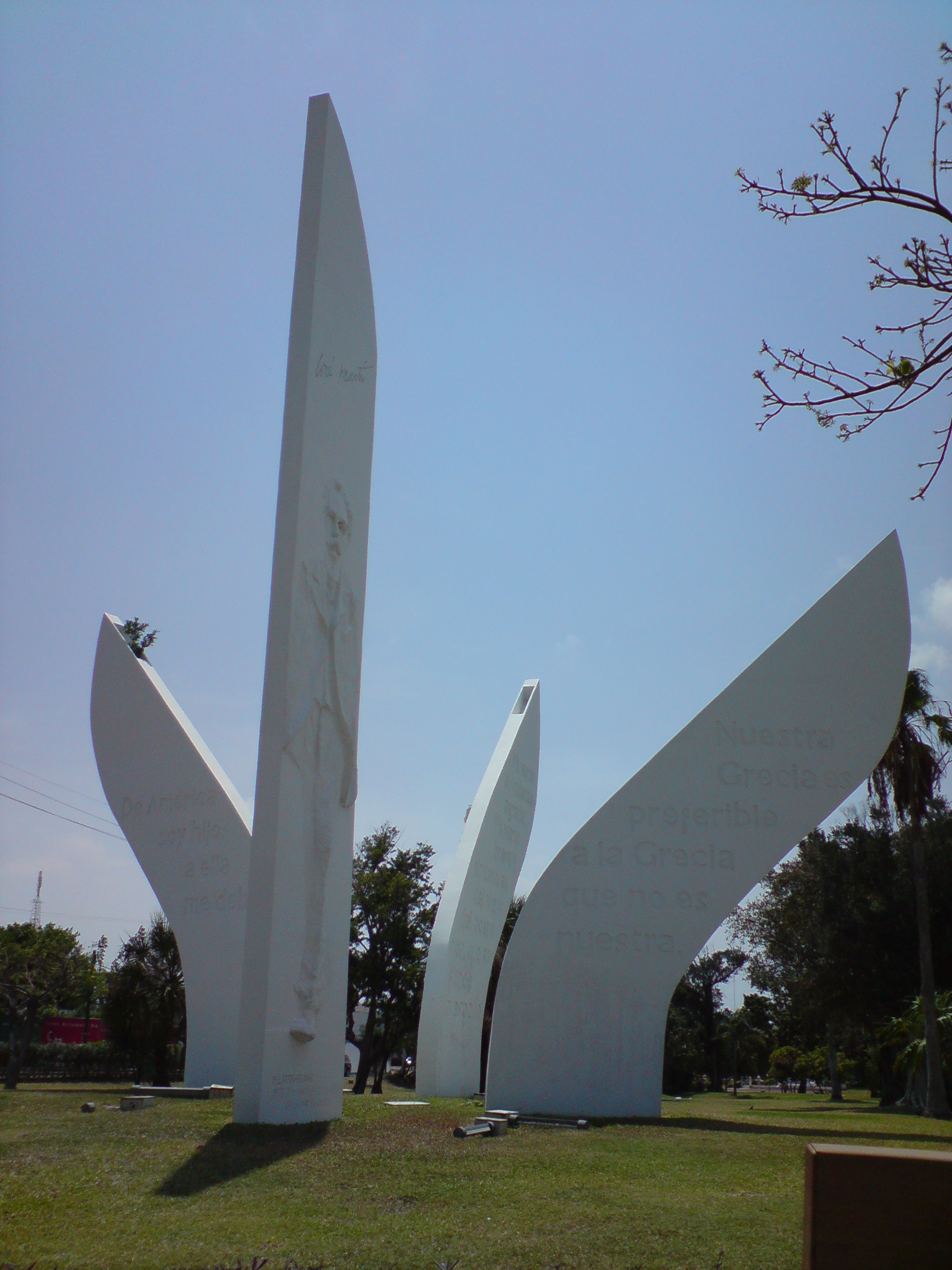
Monumento a José Martí en Cancún, popularmente conocido como Los plátanos.

José Ramón De Lázaro Bencomo, más conocido como José Delarra (San Antonio de los Baños, 26 de abril de 1938-La Habana, 26 de agosto de 2003) fue un escultor y pintor cubano, diputado a la Asamblea Nacional de su país.

## Datos biográficos
Forzado al exilio, antes de la Revolución pasó unos años viviendo en España.

## Obras
Entre las más destacadas obras de José Delarra se incluyen las siguientes:
- monumentos alzados en las Plazas de la Revolución de las provincias de Holguín, Granma y Villa Clara[1]
- Monumento al Che Guevara y el conjunto escultórico que engalana el sitio donde se hallan los restos del guerrillero argentino-cubano y sus compañeros, en la Plaza de la Revolución de Santa Clara (Cuba).[1] Conjunto escultórico levantado por el escultor José Delarra, dedicado a Ernesto Guevara de la Serna (Che). En su base hay un Mausoleo, donde descansan los restos de renombrado héroe desde 1997.

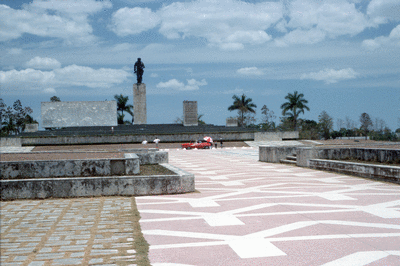
Vista general
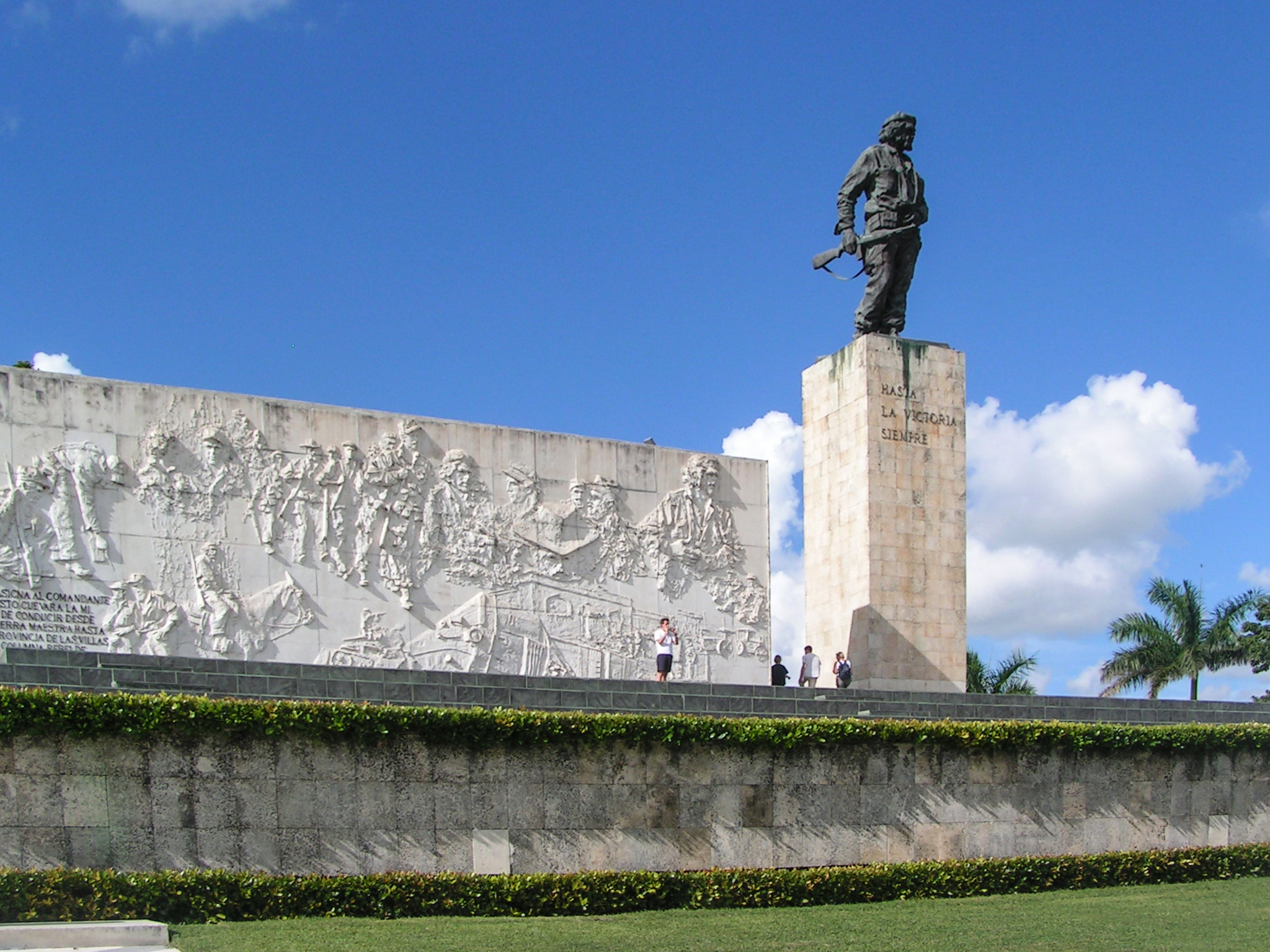
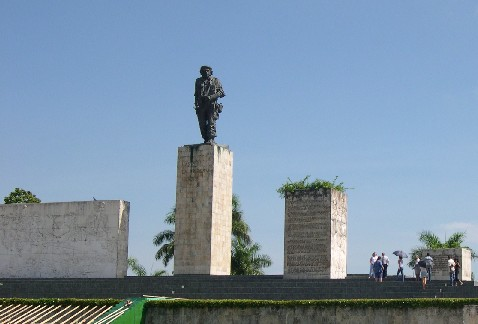

- cinco monumentos en España, entre ellos el monumento en honor a José Martí, que se erige en la plaza Ciudad de La Habana,[2] de Gijón.[1]
- cuatro monumentos en Cancún, México, uno de los cuales fue dedicado a José Martí.[1]

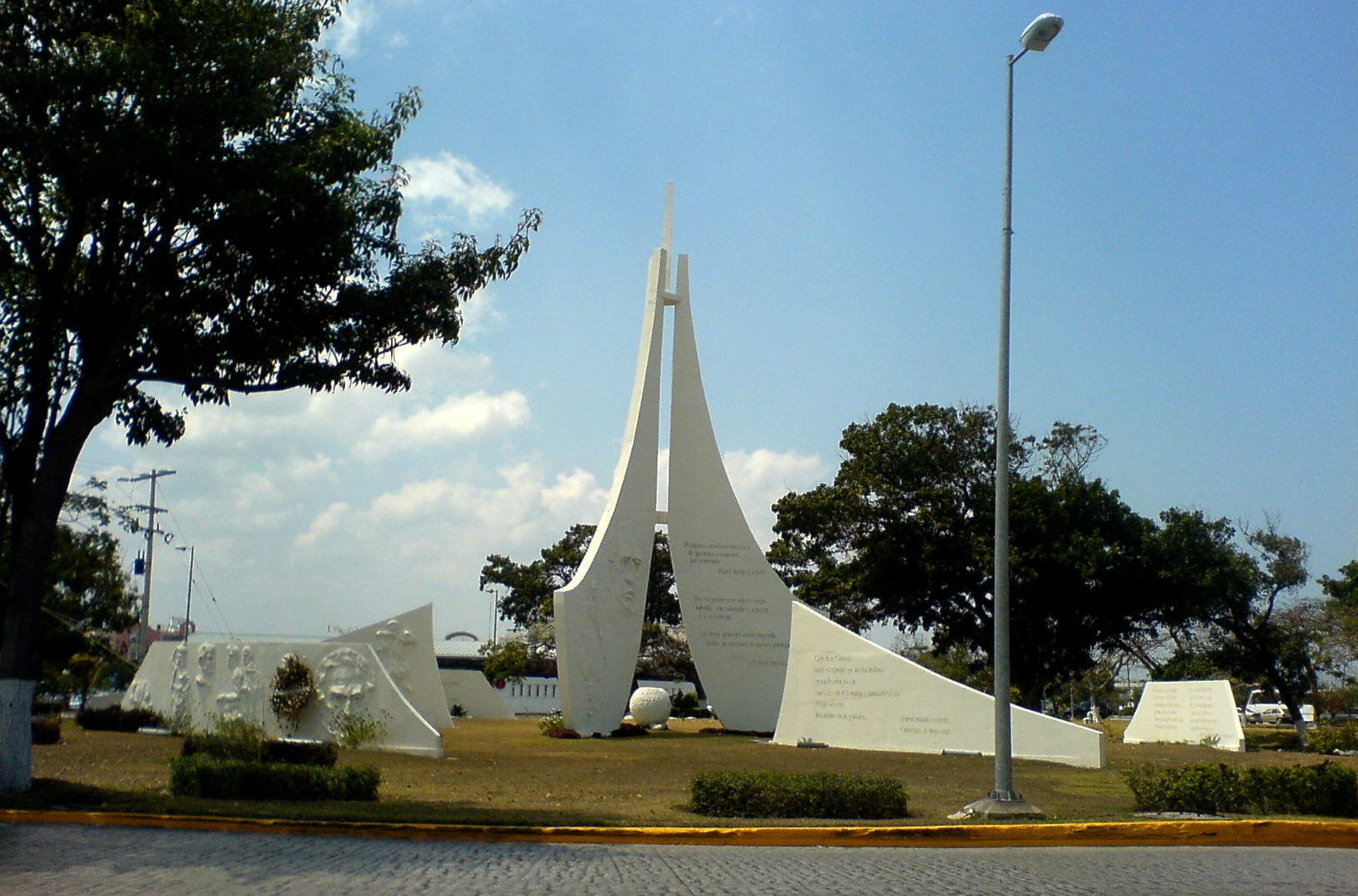
Monumento a la Historia de México, conocido popularmente por los cancunenses como "licuadora" o "lavadora". Av Tulum y Uxmal.

Monumento a la Historia de México
Diseñado por el escultor cubano Ramón De Lázaro Bencomo, más conocido como José Delarra. Inaugurado en 1981 por el presidente de la república, José López Portillo, enaltece la historia nacional a través de grabados de los personajes históricos de máxima relevancia. Debido a su forma, popularmente se le conoció desde su inauguración como "Monumento a la Licuadora".
Monumento a José Martí
Primer monumento diseñado por José Delarra fuera de Cuba, en 1978. Alusivo al poeta cubano, los cancunenses le bautizaron con el nombre de monumento "Los Plátanos".
Su obra está distribuida en cerca de 40 países, entre ellos Angola y República Dominicana·.